# Kabinet-Grotewohl I
Het Kabinet-Grotewohl I regeerde in de Duitse Democratische Republiek van 12 oktober 1949 tot 8 november 1950. Het was het eerste kabinet van de DDR.

## Kabinet-Grotewohl I
Blok-regering van het Nationaal Front
| Functie                        | Persoon                                | Partij |
| ------------------------------ | -------------------------------------- | ------ |
| Minister-President             | Otto Grotewohl                         | SED    |
| Plv. premier                   | Walter Ulbricht                        | SED    |
| Plv. premier                   | Hermann Kastner                        | LDPD   |
| Plv. premier                   | Otto Nuschke                           | CDUD   |
| Buitenlandse Zaken             | Georg Dertinger                        | CDUD   |
| Binnenlandse Zaken             | Karl Steinhoff                         | SED    |
| Financiën                      | Hans Loch                              | LDPD   |
| Volksonderwijs en Jeugd        | Paul Wandel                            | SED    |
| Industrie                      | Fritz Selbman                          | SED    |
| Vz. Staatsplanningscommissie   | Heinrich Rau                           | SED    |
| Handel en Materiaalvoorziening | Georg Handke                           | SED    |
| Voorziening                    | Karl Hamann                            | LDPD   |
| Opbouw                         | Lothar Bolz                            | NDPD   |
| Arbeid en Volksgezondheid      | Luitpold Steidle                       | CDUD   |
| Justitie                       | Max Fechner                            | SED    |
| Post en Telecommunicatie       | Friedrich Burmeister                   | CDUD   |
| Land- en Bosbouw               | Ernst Goldenbaum                       | DBD    |
| Staatsveiligheid               | Wilhelm Zaisser sinds 17 februari 1950 | SED    |
| Informatie                     | Gerhard Eisler sinds 19 september 1949 | SED    |